# Ганнівська сільська рада (Верхньодніпровський район)
| Ганнівська сільська рада — орган місцевого самоврядування у Верхньодніпровському районі Дніпропетровської області з адміністративним центром у селі Ганнівка. Сільській раді підпорядковані населені пункти: - с. Ганнівка - c. Заполички - c. Клин - c. Мости - c. Новоселівка - c. Попівка |

## Розташування
На півночі територія ради омивається Кам'янським водосховищем та межує з територією Дніпровокам'янської сільської ради, на сході — Зарічанської та Водянської, на півдні — Дмитрівської сільських рад, на заході — територією Кіровоградської області.

## Історія
Дніпропетровської обласної ради рішенням від 18 квітня 1997 року виключила село Безкронівка з облікових даних Ганнівської сільради.

## Територія
Загальна територія селищної ради — 8 720,2 га. З них:
- Під забудовою — 72,4 га
- Ріллі — 367,6 га.
- Пасовищ — 35,2 га.
- Ставки — 3,27 га.
- Ліс — 5,3 га.

## Склад ради
Головою сільської ради є Сидоренко Юрій Олександрович (з 18.12.1996). Посаду секретаря ради обіймає Шуть Валентина Іванівна (з 30.09.2009).
Працюють 4 постійні комісії, покликаних врегульовувати різні сфери діяльності громади.

### 5 скликання
За результатами виборів 26 березня 2006 року сформували:
- 5 депутатів від Партії регіонів;
- 2 депутати від Народної партії;
- 2 депутати від Політичної партії «Всеукраїнське об'єднання „Громада“»;
- 1 депутат від Всеукраїнське об'єднання «Батьківщина»;
- 1 депутат від Комуністичної партії;
- 5 позапартійний депутатів

З них жінок — 7, чоловіків — 9.

### 6 скликання
За результатами виборів 31 жовтня 2010 року раду сформували:
- 13 депутатів від Партії регіонів;
- 1 депутат від Комуністичної партії;
- 2 депутати обрано зі самовисуванців.

На момент обрання вищу освіту мають 4 депутати, 12 — середню спеціальну.
З них жінок — 6, чоловіків — 10.

## Керівний склад сільської ради
| ПІБ                          | Основні відомості                                                         | Дата обрання | Дата звільнення |
| ---------------------------- | ------------------------------------------------------------------------- | ------------ | --------------- |
| Сидоренко Юрій Олександрович | Сільський голова, 1964 року народження, освіта, безпартійний              | 26.03.2006   | 31.10.2010      |
| Сидоренко Юрій Олександрович | Сільський голова, 1964 року народження, освіта вища, член Партії регіонів | 31.10.2010   |                 |

Примітка: таблиця складена за даними джерела

## Виноски
1. ↑  Нормативно-правові акти з питань адміністративно-територіального устрою України[недоступне посилання з квітня 2019]
2. ↑  Ганнівська сільська рада / Загальні відомості. verhn-rn.dp.gov.ua. Архів оригіналу за 14 червня 2015. Процитовано 10 березня 2011.
3. ↑  Результати виборів депутатів ради / Пушкарівська сільська рада. cvk.gov.ua. Архів оригіналу за 10 червня 2015. Процитовано 10 березня 2011.
4. ↑  rada.gov.ua

| Україна | Це незавершена стаття з географії України. Ви можете допомогти проєкту, виправивши або дописавши її. |